# Valeri Kichin
Valeri Kichin (em quirguiz: Валерий Кичин; em russo: Валерий Кичин; Bisqueque, 12 de outubro de 1992), é um futebolista quirguiz, com ascendência russa, que atua como zagueiro e lateral-esquerdo. Atualmente, joga pelo Khimik Dzerzhinsk.

## Títulos
Dordoi Bishkek
- Campeonato Quirguistanês: 2011, 2012